# Chad La Tourette
Chad Eric La Tourette (ur. 7 października 1988 w Mission Viejo w Kalifornii) – amerykański pływak. Mierzy 180 centymetrów wzrostu. Mieszka na co dzień w Livermore w Kalifornii. Jego trenerem jest Bill Rose.
Jest dwukrotnym mistrzem uniwersjady w Bangkoku z 2007 roku (800 metrów i 1500 metrów). W 2007 roku zajmował 5. miejsce w rankingu światowym pływaków na 800 metrów stylem dowolnym.